# Tänassilma jõgi
Tänassilma jõgi är ett vattendrag i Estland.   Det ligger i landskapet Viljandimaa, i den centrala delen av landet, 140 km sydost om huvudstaden Tallinn. Tänassilma jõgi ligger vid sjön Võrtsjärv.